# Talana
Talana település Olaszországban, Szardínia régióban, Ogliastra megyében. Lakosainak száma 954 fő (2023. január 1.). Talana Baunei, Lotzorai, Orgosolo, Triei, Urzulei és Villagrande Strisaili községekkel határos.

## Népesség
A település lakossága az elmúlt években az alábbi módon változott:
| Lakosok száma | 1030 | 1013 | 954  |
|               | 2017 | 2018 | 2023 |